# Caméléon commun
Chamaeleo chamaeleon
Espèce
Synonymes
- Lacerta chamaeleon Linnaeus, 1758
- Chamaeleo parisiensium Laurenti, 1768
- Cameleo siculus Grohmann, 1832
- Chamaeleo cinereus Strauch, 1862
- Chamaeleon auratus Gray, 1865
- Chamaeleon fasciatus Smith, 1866
- Chamaeleo vulgaris var. recticrista Boettger, 1880
- Chamaeleo saharicus Müller, 1887
- Chamaeleon vulgaris var. musae Steindachner, 1900

Statut de conservation UICN

 LC  : Préoccupation mineure
Statut CITES
Chamaeleo chamaeleon, le Caméléon commun, est une espèce de sauriens de la famille des Chamaeleonidae.

## Répartition
Selon The Reptile Database (21 mai 2013), cette espèce est autochtone en Afrique du Nord (au Maroc, en Algérie, en Tunisie, en Libye et en Égypte), au Proche-Orient (en Israël, en Palestine, au Liban, en Syrie, dans le sud de la Turquie, en Irak, en Iran, en Jordanie, en Arabie saoudite et au Yémen) et dans certains pays du sud de l'Europe (sud du Portugal, sud de l'Espagne, à Malte, en Grèce (Crète) et à Chypre). En Italie, l'espèce est présente dans le Sud de la Calabre, où elle est allochtone. Son statut en Sicile est quelque peu incertain : bien que ce caméléon ait longtemps été cité dans les faunes siciliennes, où il a un temps été introduit et noté sur l'île dès 1832, il semble ne pas avoir perduré, et seuls quelques signalements sporadiques sont recensés vers la fin du XXe siècle.

## Comportement

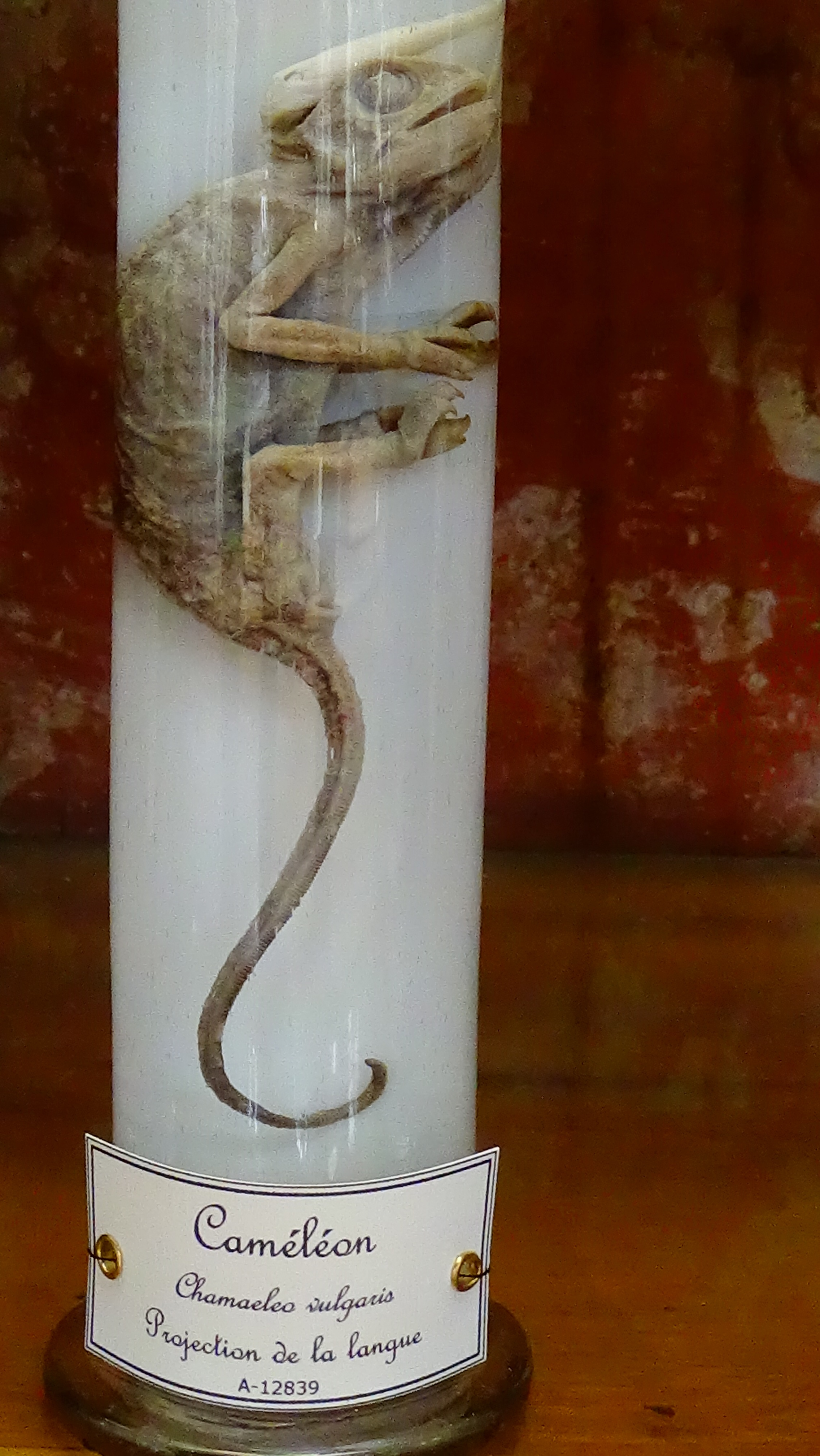
Chamaeleo chamaeleon - Chamaeleo vulgaris - projection de la langue - Muséum national d'histoire naturelle (Paris).

Il possède des chromatophores ce qui lui permet de changer de couleurs.
C'est un reptile diurne et arboricole, qui chasse divers insectes et arthropodes.

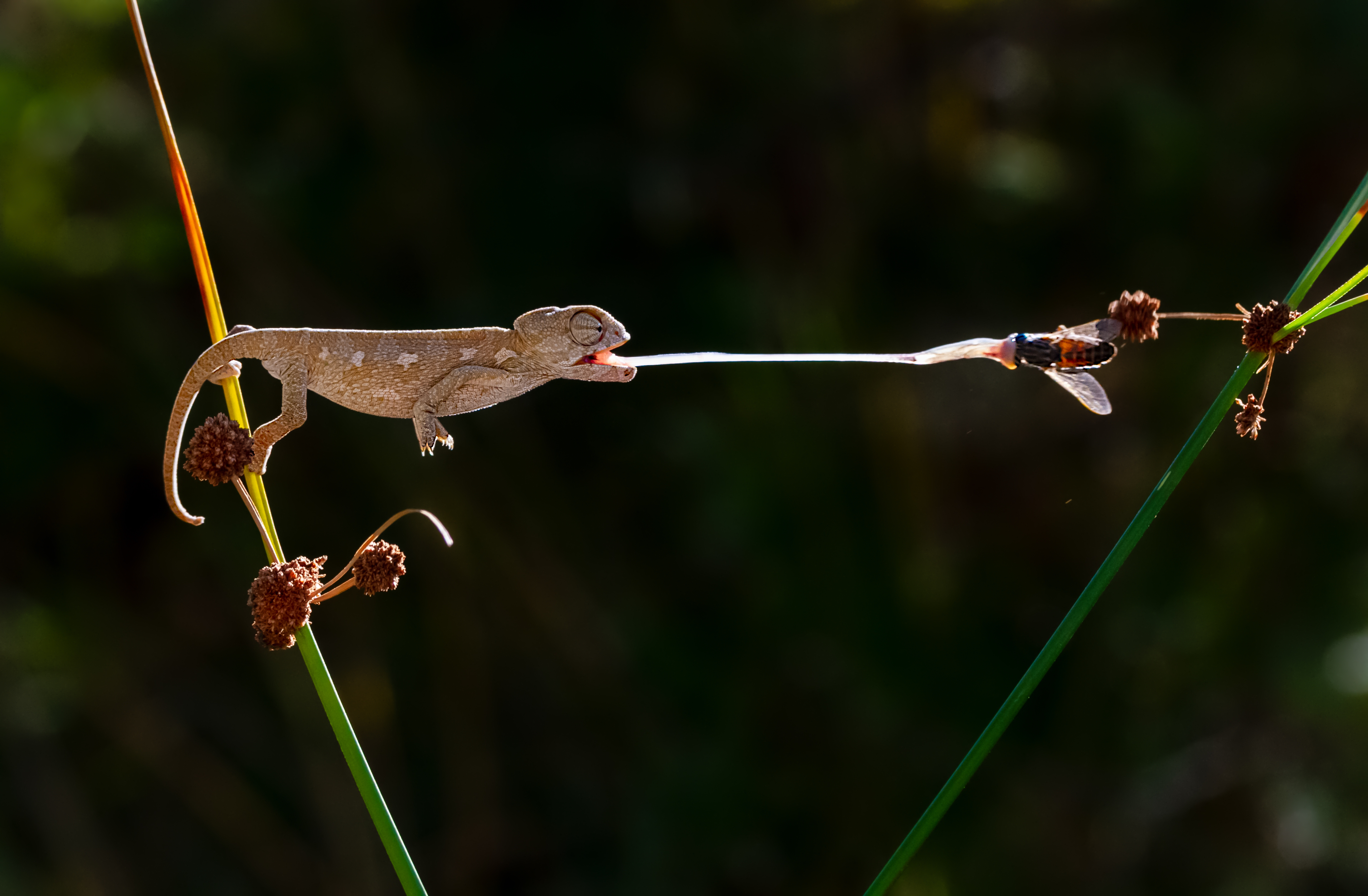
Un caméléon commun captant un diptère (Kapıçam Tabiat Parkı (tr), Kahramanmaraş (province), Turquie).
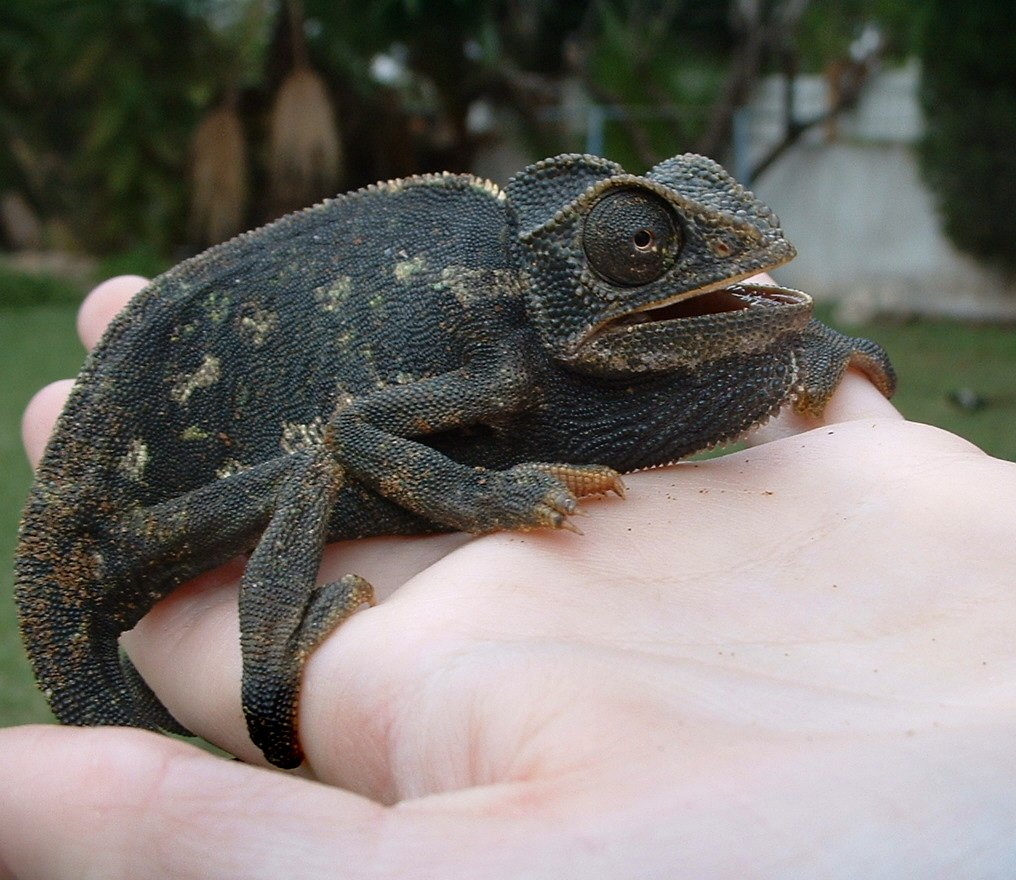
Caméléon commun en noir après avoir été effrayé par un chien.
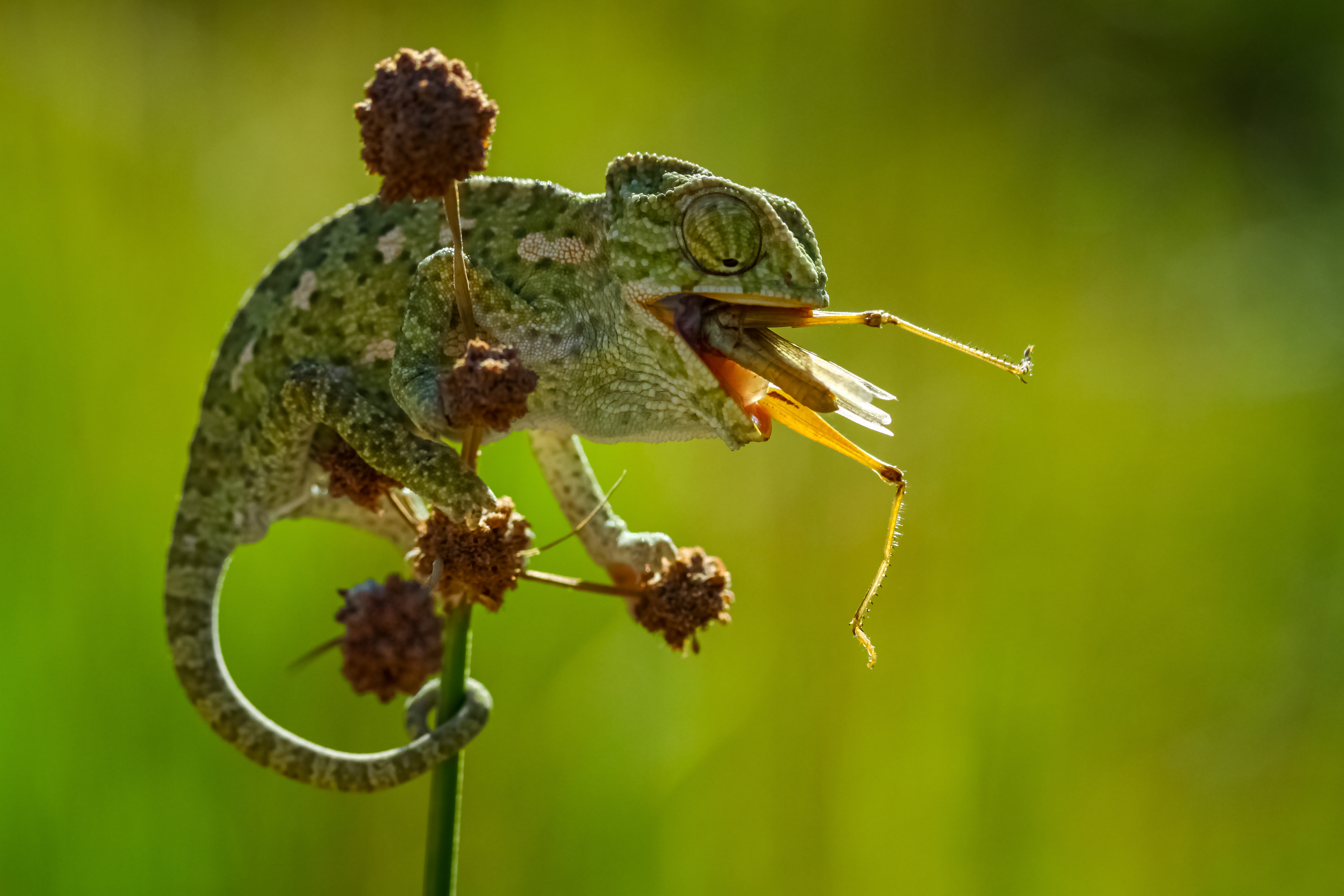
Caméléon commun mangeant un Caelifera (Kapıçam Tabiat Parkı (tr), Turquie).
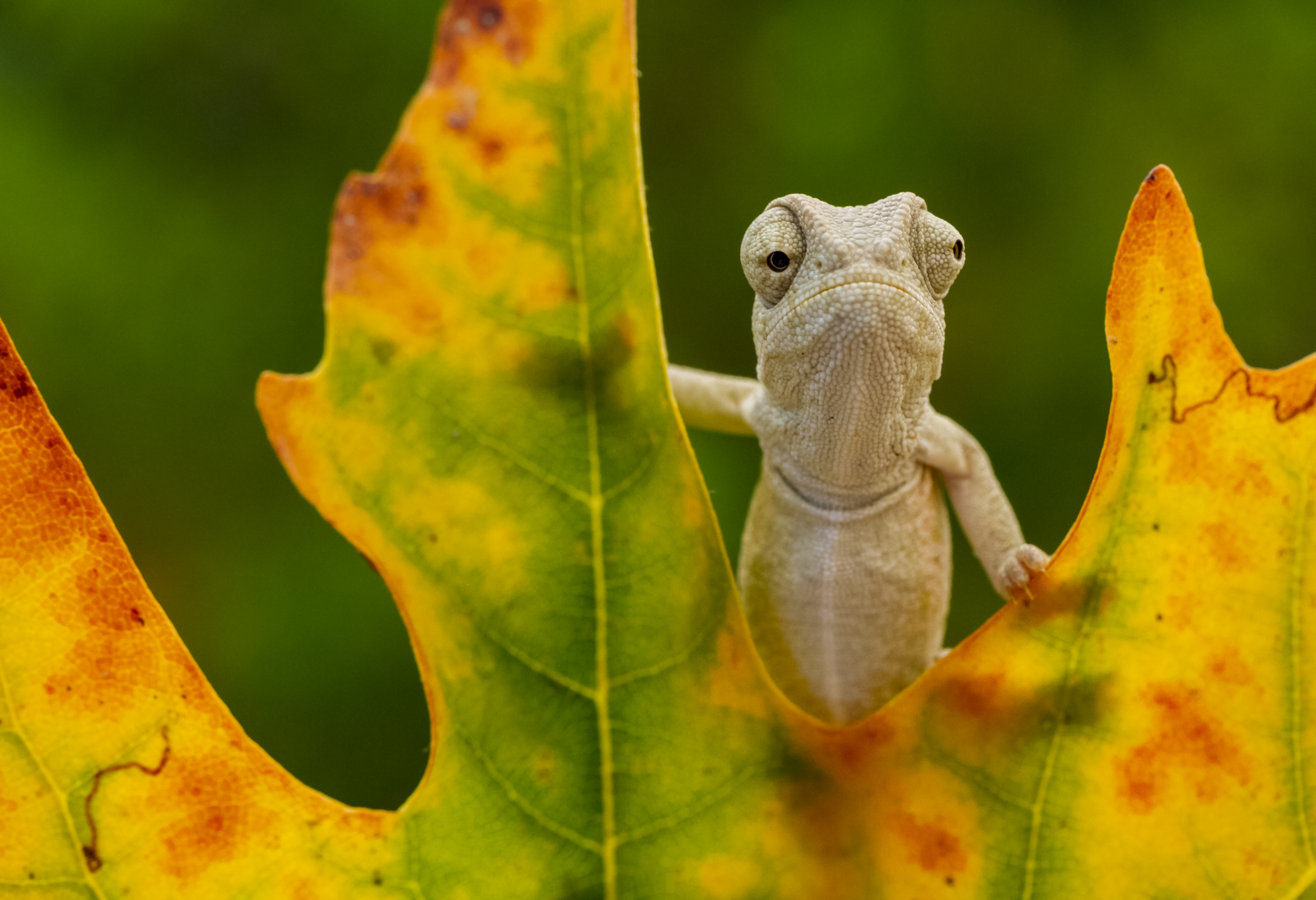
Un bébé caméléon commun en Turquie.

## Liste des sous-espèces
Selon The Reptile Database (21 mai 2013) :
- Chamaeleo chamaeleon chamaeleon (Linnaeus, 1758)
- Chamaeleo chamaeleon musae Steindachner, 1900
- Chamaeleo chamaeleon orientalis Parker, 1938
- Chamaeleo chamaeleon recticrista Boettger, 1880

## Taxinomie
Les sous-espèces Chamaeleo chamaeleon arabicus et Chamaeleo chamaeleon zeylanicus ont été élevées au rang d'espèce. La sous-espèce Chamaeleo chamaeleon calcarifer est maintenant une sous-espèce de Chamaeleo calyptratus sous le nom de Chamaeleo calyptratus calcarifer.

## Legislation
Le caméléon commun (Chamaeleo chamaeleon) est protégé par la Convention de Berne en Europe où il est présent dans le sud du Portugal (Algarve) et de l'Espagne (Andalousie), en Sicile, à Malte, en Crète… Sa capture, sa détention, son transport et donc toutes les formes d'élevage et de commercialisation sont interdits. Beaucoup de touristes les achètent dans les souks au Maroc, Tunisie ou encore en Algérie, à bas prix. Ils les ramènent ensuite de manière illégale en Europe, dans leurs valises, mais, en raison du froid et de la difficulté à les nourrir, très peu survivent au-delà de quelques jours. Même pour des professionnels ayant les certificats de capacité (vivariums, zoos), cette espèce est difficile à maintenir et reproduire en captivité.

## Publications originales
- Boettger, 1880 : Die Reptilien und Amphibien von Syrien, Palaestina und Cypern. Bericht über Senckenbergische Naturforschende Gesellschaft, vol. 1880, p. 132-219 (texte intégral).
- Linnaeus, 1758 : Systema naturae per regna tria naturae, secundum classes, ordines, genera, species, cum characteribus, differentiis, synonymis, locis, ed. 10 (texte intégral).
- Parker, 1938 : Reptiles and amphibians of the southern Hejaz. Annals and Magazine of Natural History, ser. 11, vol. 1, p. 481-492.
- Steindachner, 1901 "1900" : Expedition S. M. Schiff Pola in das Rothe Meer. Bericht über die herpetologischen Aufsammlungen. Denkschriften Akademie der Wissenschaften in Wien, Mathematisch-Naturwissenschaftliche Klasse, vol. 69, p. 325-339 (texte intégral).